# Claus Frandsen
Claus Frandsen (født 21. juni 1969) er en dansk fodboldspiller, som har spillet for blandt andre Vejle Boldklub og senest Glostrup F.K. Claus Frandsen opnåede en del kampe i Superligaen for Vejle og et enkelt mål i kampen FCK-VB, som endte 0-1 i 1999.
Den store succes havde han dog i Glostrup, hvor han spillede helt frem til slutningen af 2003, hvor han opnåede over 370 kampe og scorede 206 mål.
Efter en skidt start på foråret 2004 vendte han dog tilbage til Glostrup. Ifølge Transfermarkt stoppede han endegyldigt karrieren i 2006.